# Hovensa
Limetree Bay Refinery ( La refinería anteriormente fue vendida por Hovensa) es una empresa petrolera propietaria de la refinería de petróleo ubicada en la isla de St. Croix en las Islas Vírgenes de los Estados Unidos.  La refinería fue propiedad hasta 2015 de una empresa petrolera mixta entre la estadounidense Hess Corporation y Petróleos de Venezuela. Durante la mayor parte de su vida operativa como HOVENSA (Hess Oil Virgin Island - Venezuela SA), suministró combustible para calefacción y gasolina a la Costa del Golfo de EE. UU. y la costa este con crudo procedente principalmente de Venezuela.  Anteriormente, había obtenido su materia prima cruda de varios otros países, incluida Libia. Con una capacidad de procesar alrededor de 500 000 barriles por día (79 000 m3/d), una refinería que procesaba crudo pesado. De lo cual Pdvsa estaba comprometido con la entrega de 248,000 barriles diarios. En 2010 la refinería estaba entre las 10 más grandes del mundo.
Hess Oil Virgin Islands Corporation (HOVIC) inició la construcción de la refinería en enero de 1966 después de haber comprado la propiedad a Annie de Chabert y, en octubre del mismo año, la refinería comenzó a operar.  En 1974, la capacidad de la refinería se amplió hasta su punto máximo de 650.000 barriles por día (103.000 m3/d).  Hovensa LLC, que se hizo cargo de la operación de la refinería que se estableció desde 1998 hasta 2015.
En enero de 2012, Hovensa pagó una multa de $5,3 millones a la "Agencia de Protección Ambiental" (EPA) por violaciones a la Ley de Aire Limpio y acordó invertir 700 millones de dólares en controles de contaminación. La compañía cerró la refinería en febrero de 2012 y continuaría funcionando solo como una terminal de almacenamiento hasta que fue vendida en 2015.
En noviembre de 2015 una propuesta de compra de Atlantic Basin Refining fue vetada por el Senado de las Islas Vírgenes estadounidense, pero una empresa conjunta (de ArcLight Capital Partners y Freepoint Commodities) llamados Limetree Bay Terminals lograron comprar la Refinería.
Finalmente la refinería fue comprada en 2016 por la firma de capital privado ArcLight Capital Partners LLC y el comerciante de materias primas Freepoint Commodities. Bajo el liderazgo de ArcLight, se creó Limetree Bay Ventures LLC para poseer y operar el complejo de St. Croix. Limetree se declaró en quiebra en julio de 2021
El 30 de noviembre de 2018, Limetree Bay anunció que había cerrado un financiamiento de $ 1,250 millones de dólares para que la refinería reabriera parcialmente a fines de 2019. La Agencia de Protección Ambiental de EE. UU. ordenó el cierre de la planta durante al menos 60 días después de esos incidentes, que también contaminaron el suministro de agua de la comunidad. La EPA también ordenó a la planta instalar y operar 18 monitores de dióxido de azufre y sulfuro de hidrógeno en St. Croix para poder reiniciar.
Después de que los inversores invirtieran 4.100 millones de dólares en la reactivación de una refinería envejecida en las Islas Vírgenes de EE. UU., la instalación en quiebra fue subastada por decenas de millones de dólares a una nueva compañía llamada St. Croix Energy LLP, confirmó la compañía. St. Croix Energy ofertó $20 millones por los activos de refinación y emergió como el principal comprador de la instalación, que fue cerrada por los reguladores ambientales de EE. UU. a principios del 2021, según un expediente judicial.